# Xốp Cộp
Xốp Cộp est une commune rurale, située dans le district de Sốp Cộp (province de Sơn La, Viêt Nam).

## Géographie
Xốp Cộp a une superficie de 45,18 km².

## Politique
Le code administratif de la commune est 04231.

## Démographie
En 1999, la commune comptait 2 614 habitants.

## Sources
- (vi) Cet article est partiellement ou en totalité issu de l’article de Wikipédia en vietnamien intitulé « Xốp Cộp » (voir la liste des auteurs).